# The Last Will and Testament
The Last Will and Testament è il quattordicesimo album in studio del gruppo musicale svedese Opeth, pubblicato il 22 novembre 2024 dalla Reigning Phoenix Music.

## Tracce
Testi e musiche di Mikael Åkerfeldt.
1. §1 – 5:56
2. §2 – 5:33
3. §3 – 5:10
4. §4 – 7:00
5. §5 – 7:29
6. §6 – 6:03
7. §7 – 6:30
8. A Story Never Told – 7:11

## Formazione
Hanno partecipato alle registrazioni, secondo le note di copertina:
Gruppo
- Martin Mendez – basso, cori
- Fredrik Åkesson – chitarra, cori
- Waltteri Väyrynen – batteria, cori
- Mikael Åkerfeldt – chitarra, voce, cori, cetra da tavolo, mellotron, percussioni, FX, arrangiamento strumenti ad arco
- Joakim Svalberg – pianoforte, organo Hammond, mellotron, Fender Rhodes, moog, cori, FX

Altri musicisti
- Ian Anderson – flauto traverso, spoken word
- Joey Tempest – cori
- Mia Westlund – arpa
- Mirjan Åkerfeldt – spoken word
- London Session Orchestra – strumenti ad arco

Produzione
- Mikael Åkerfeldt – produzione, missaggio
- Opeth – coproduzione, ingegneria del suono, missaggio
- Stefan Boman – coproduzione, ingegneria del suono, missaggio
- Joe Jones – ingegneria del suono
- Miles Shovell – mastering
- Dave Stewart – produzione strumenti ad arco, arrangiamento strumenti ad arco